# Kootenai (ciutat d'Idaho)
Kootenai és una ciutat del comtat de Bonner, Idaho. Segons el cens del 2010 tenia 678 habitants. Kootenai es troba a48° 18′ 38″ N, 116° 30′ 57″ O / 48.31056°N,116.51583°O (48,310650, −116,515816).
Segons l'Oficina del Cens dels Estats Units, la ciutat té una superfície total de 0.55 milles quadrades (1.42 km2), tot a terra.

## Demografia

### Cens del 2010
Segons el cens del 2010, la ciutat tenia 678 habitants, 249 habitatges, i 175 famílies. La densitat de població era de 1,232.7 habitants per milla quadrada (475.9/km2) . Hi havia 284 unitats d'habitatge amb una densitat mitjana de 199,4/km 516.4 per milles quadrades (). La composició racial de la ciutat era 95,9% blancs, 0,3% nadius americans, 0,4% asiàtics i 3,4% de dues o més races. Els hispans o llatins de qualsevol raça eren el 4,3% de la població.
Hi havia 249 habitatges, dels quals en un 41,4% hi vivien menors de 18 anys, en un 54,2% hi vivien parelles casades, en un 12,0% dones solteres, en un 4% sense dona, en homes. i un 29,7% no eren famílies. En un 22,9% dels habitatges hi vivien persones soles el 6,4% de les quals corresponia a persones de 65 anys o més que vivien soles. El nombre mitjà de persones vivint en cada habitatge era de 2,59 i el nombre mitjà de persones que vivien en cada família era de 3,06.
La mediana d'edat a la ciutat era de 33,7 anys. El 27,3% dels residents eren menors de 18 anys; el 7,5% tenia entre 18 i 24 anys; el 29,6% tenien entre 25 i 44 anys; el 23% tenien entre 45 i 64 anys; i el 12,7% tenia 65 anys o més. La composició de gènere de la ciutat era un 50,0% d'homes i un 50,0% de dones.

### Cens de l'any 2000
Segons el cens del 2000 tenia 441 habitants, 171 habitatges, i 107 famílies. La densitat de població de població era de 986,3 habitants per milla quadrada (378,4/km 2). Hi havia 187 unitats d'habitatge amb una densitat mitjana de 160,4/km² (418,2 per milla quadrada). La composició racial de la ciutat era 97,51% blancs, 0,45% nadius americans, 1,36% d'altres races i 0,68% de dues o més races. Els hispans o llatins de qualsevol raça eren l'1,59% de la població.
Dels 171 habitatges en un 37,4% hi vivien nens de menys de 18 anys, en un 43,9% hi vivien parelles casades, en un 10,5% dones solteres i en un 37,4% no eren unitats familiars. En un 28,1% dels habitatges hi vivien persones soles el 5,8% de les quals corresponia a persones de 65 o més anys que vivien soles. El nombre mitjà de persones vivint en cada habitatge era de 2,54 i el nombre mitjà de persones que vivien en cada família era de 3,04.
Per edats la ciutat, la població estava distribuïda: un 28,6% tenia menys de 18 anys, un 6,8% entre 18 i 24, un 32% entre 25 i 44, un 21,1% entre 45 i 60 i un 11,6% 65 anys o més vell. La mitjana d'edat era de 35 anys. Per cada 100 dones, hi havia 99,5 homes. Per cada 100 dones de 18 o més anys hi havia 99,4 homes.
La renda mediana per habitatge era de 29.432 $ i la renda mediana per família de 38.036 $. Els homes tenien una renda mediana de 32.083 $ mentre que les dones 23.750 $. La renda per capita de la població era de 13.698 $. Aproximadament el 12,0% de les famílies i el 18,7% de la població estaven per davall del llindar de pobresa, incloent l'11,0% dels menors de 18 anys i el 27,0% dels 65 o més.